# Klinac vára
Klinac vára (horvátul: Klinac grad) egy középkori vár romja Horvátországban, a Sziszek-Monoszló megyei Petrinyához tartozó Klinac határában.

## Fekvése
Klinactól északkeletre emelkedő 329 méteres Gradina nevű magaslaton állnak a vár maradványai.

## Története
A Klinac feletti Gradina nevű magaslat ahol a vár áll a régészeti leletek alapján már a történelem előtti időkben is lakott volt. Már a vaskorban erődített település állt. A vár még a római korban is használatban volt, melyre az itt talált római pénzek utalnak. A hegyet olykor Klimna gorának is nevezik, mely nevét valószínűleg Szent Kelemenről kapta, mert magyar neve is Szent Kelemen hegye volt, míg a várat Klinác várának, illetve Klinbnagornak nevezték.
Klinac térsége 1499-ben a Frangepánok adományából lett a zágrábi káptalané. Klinac ma is látható várát 1551-ben Pecki és Csuntics váraival egyidejűleg építtette a káptalan a Gradina nevű magaslatra. Miután megerősítését nem tartották kifizetődőnek a fokozódó török támadások nyomán 1563-ban az udvari haditanács lerombolását rendelte el. A török a 16. század második felében az egész térséget megszállta.

## A vár mai állapota
A vár alaprajza szabálytalan ötszögletű, mely meglehetősen ritka ezen a vidéken, ahol a kisebb erődítmények általában négyszög alaprajzúak. Oldalainak hosszúsága 11 és fél, valamint 13 méter között váltakozik és a falak mintegy 250 négyzetméteres területet kerítenek. Falai körül valószínűleg egykor cölöpökből épített sáncok, úgynevezett paliszádok álltak, de ezeknek nyoma sem maradt. A falakon belül fából készült építmények voltak. A gyalogos bejáró az első emelet szintjén egy felvonóhídon és egy emeletek faépületen keresztül volt. A lovak és szekerek számára a bejárat a ma is látható helyen volt. A várat először Milat Sabljar rajzolta le a 19. század közepén, amikor falai még egy- másfél méter magasan álltak. A hegytetőt sem szegélyezték eredetileg fák és bokrok, ahogy az ma látható, hanem teljesen kopár volt. Ezért könnyen szemmel tarthatták a Kostajnicáról Petrinyára vezető utat és a délre fekvő Zrínyi-hegység északi részét. 
Régészeti feltárása 2010-ben kezdődött, melynek során számos középkori cseréptöredéket, kemence maradványait és római téglákat találtak. 2012 nyarán a romok közelében az erdőben ókori leletek, köztük cserépedények, bronz tű, feliratos kövek és egy védelmi célokat szolgáló objektum maradványai kerültek elő.